# 芬頓 (密歇根州)
芬頓（英語：Fenton）是一個位於美國密歇根州傑納西縣、利文斯頓縣及奧克蘭縣的城市。

## 人口
根據2020年美國人口普查的數據，芬頓的面積為18.07平方千米，當中陸地面積為17.23平方千米，而水域面積為0.84平方千米。當地共有人口12050人，而人口密度為每平方千米667人。